# Maddalen Arzallus
Maddalen Arzallus Antia (San Juan de Luz, 27 de diciembre de 1990) es una versolari y presentadora vasca.

## Biografía
Hija del versolari Jexux Arzallus y hermana de Amets Arzallus, nació en San Juan de Luz y vive en Hendaya (Francia).

## Trayectoria
Estudió traducción e interpretación en localidad española de Vitoria y ha traducido al euskera tanto cómics de Asterix como obras en prosa.
Ha participado en diversas competiciones, como Eskolartekotan (2001–2007); Xilaba Bertsulari Xapelketa, en 2008 y 2014, donde fue finalista; o el Bertsolari Txapelketa Nagusia de 2009. También ha estado presente en concursos como los de Hernandorena Saria, Berritxu y Osinalde (2007-2009). En 2017 participó en el campeonato de versolaris de Euskal Herria y uno de sus versos se hizo viral por estar dedicado al expresidente de la Generalidad de Cataluña, Carles Puigdemont.